# Thieuloy-Saint-Antoine
Thieuloy-Saint-Antoine is een gemeente in het Franse departement Oise (regio Hauts-de-France) en telt 340 inwoners (1999). De plaats maakt deel uit van het arrondissement Beauvais.

## Geografie
De oppervlakte van Thieuloy-Saint-Antoine bedraagt 2,5 km², de bevolkingsdichtheid is 136,0 inwoners per km².
De onderstaande kaart toont de ligging van Thieuloy-Saint-Antoine met de belangrijkste infrastructuur en aangrenzende gemeenten.

## Demografie
Onderstaande figuur toont het verloop van het inwonertal (bron: INSEE-tellingen).